# Lijst van platenlabels Y
Dit is een lijst van platenlabels met als beginletter een Y.
- Y Records
- Yambo Records
- Yazoo Records
- YB Music
- Yeah Yeah Records
- Yellow Dog Records
- Yellow Tail Records
- Yellow Van Records
- Yep Roc Records
- Yer Bird Records
- YG Entertainment
- YMC Entertainment
- Yoshitoshi Records
- Young God Records
- Young Money Entertainment
- Yuehua Entertainment
- Yuletide Records
- Yupiteru Records